# Ana Patricia Rojo
Ana Patricia Rojo (ur. 13 lutego 1974) – meksykańska aktorka. 
Znana z ról czarnych charakterów w takich telenowelach jak Błogosławione kłamstwo, Maria z przedmieścia, Esmeralda, Maria Emilia i Nie igraj z aniołem. Córka aktora Gustava Rojo i Miss Peru z 1961, Carmelii Stein.

## Filmografia
- 1995: Maria Jose jako Imperia Campuzano de la Cruz
- 1996: Błogosławione kłamstwo (Bendita mentira) jako Mireya de la Mora
- 1996: Maria z przedmieścia (Maria la del barrio) jako Penélope Linares[1]
- 1997: Esmeralda jako Georgina Pérez-Montalvo
- 1998: Vivo por Elena jako Silvia de Montiel
- 1999: Maria Emilia jako Mónica Pardo Figueroa
- 2000: Mała księżniczka (Carita de angel) jako Nicole Romero Medrano
- 2003: Rebeca (Rebeca) jako Niurka Linares
- 2004: Serce z kamienia (Mujer de madera) jako Marisa Santibanez Villalpando #2[2]
- 2004: Angel Rebelde
- 2007: Miłość jak tequila (Destilando amor) jako Sofía Montalvo
- 2008-2009: Nie igraj z aniołem (Cuidado con en angel) jako Estefania Rojas[3]
- 2013: Dzikie serce (Corazón Indomable) jako Raiza Canseco[4]
- 2016: Droga do szczęścia (Un camino hacia el destino) jako Mariana Altamirano[5][6]

## Nagrody i nominacje
| Rok  | Nagroda                                                           | Kategoria                   | Wynik   |
| ---- | ----------------------------------------------------------------- | --------------------------- | ------- |
| 2014 | Nagroda Krajowej Izby Kobiet                                      | Trajektoria artystyczne     | Wygrana |
| 2015 | Nagroda specjalna za 35-letnią nieprzerywalną karierę artystyczną | Wyróżnienie                 | Wygrana |
| 2015 | Nagroda Sztuk Scenicznych Guzart                                  | Trajektoria w kinie strachu | Wygrana |